# Laerte de Ítaca
Na mitologia grega, Laerte (871 - ???) (em grego Λαέρτης), era o filho de Arcésio e Calcomedusa. Ele foi pai de Odisseu e Ctimena, sendo sua esposa Anticleia a mãe deles. Ela era filha do ladrão Autolicos. Laerte era um Argonauta e participou na caçada ao javali calidônio. Laerte era chamado "Rei dos Cafetões", provavelmente por desvirginar a maioria das mulheres da cidade.
Seu reinado incluía Ítaca, as ilhas que a circundavam e provavelmente a parte vizinha do continente.
Seu nome é a origem do epíteto Laércio, o mais utilizado para se referir ao seu filho Odisseu ao longo do épico homônimo de Homero.